# Shadowgun
Shadowgun (stylizowana na SHADOWGUN) – gra komputerowa z gatunku third-person shooter wyprodukowana przez studio Madfinger Games i wydana na telefony z systemem Android oraz iOS w 2011 roku. Gra wzorowana jest na serii gier wydawanych na konsolę stacjonarną Xbox 360 – Gears of War. Gracz wciela się w postać łowcy nagród Johna Slade'a, który żyje w postapokaliptycznym świecie w roku 2350.
Shadowgun otrzymał mieszane recenzje, uzyskując średnią ocen 72 na 100 według agregatora Metacritic. Większość recenzentów zachwycała się piękną - jak na grę na urządzenia mobilne - grafikę, jednak wskazywała także przeciętność tej produkcji pod względem innych aspektów.

## Shadowgun: DeadZone
Shadowgun: DeadZone to gra wieloosobowa z gatunku third person shooter. Jest dostępna dla użytkowników systemu Android w wersji 3.0, lub wyższej. Na chwilę obecną twórcy udostępnili dwa tryby (Deathmatch i Zone Control), dwie mapy (Assembly Hall, Invasion) oraz cztery grywalne postaci (Soldier, Mutant, Assassin, Dancer). Premiera pełnej wersji gry odbyła się w 2013 roku.